# Laggarudden
Laggarudden är en tätort (småort till 2023) i Ludvika socken i Ludvika kommun, belägen på en udde på östra sidan om sjön Väsman, cirka 2,5 km nordväst om Ludvika. 

## Historia
På häradskarten från 1866 nämns "Laggartorpen" som låg längst in i Laggarviken. Laggaruddens historia hör samman med Ivikens gruva. Här uppfördes bostäder för gruvans tjänstemän och arbetare. Gruvbolaget valde att bygga mindre och trevligare byggnader för ett mindre antal familjer istället för baracker som annars var vanliga. Från gruvtiden finns även Ivikens pumpstation kvar som står vid Väsmans strand. Pumphuset, byggt i gråvit kalksandsten från Ludvika tegelbruk, hade till uppgift att förse anrikningsverket i Iviken med vatten. Pumpstationen har blivit riven.

## Samhället
Laggarudden tillhör för närvarande Ludvika kommuns nyaste bostadsområde med flera nybyggda villor. Härifrån går numera en separat cykelväg in till Ludvika. År 2012 färdigställdes även en ny ortsinfart från riksväg 66.
Området är fortfarande (2014) under expansion och invånarantalet väntas därför stiga. År 2005 låg antal boende fortfarande under 50 personer och Laggarudden räknades då inte som småort.

## Bilder

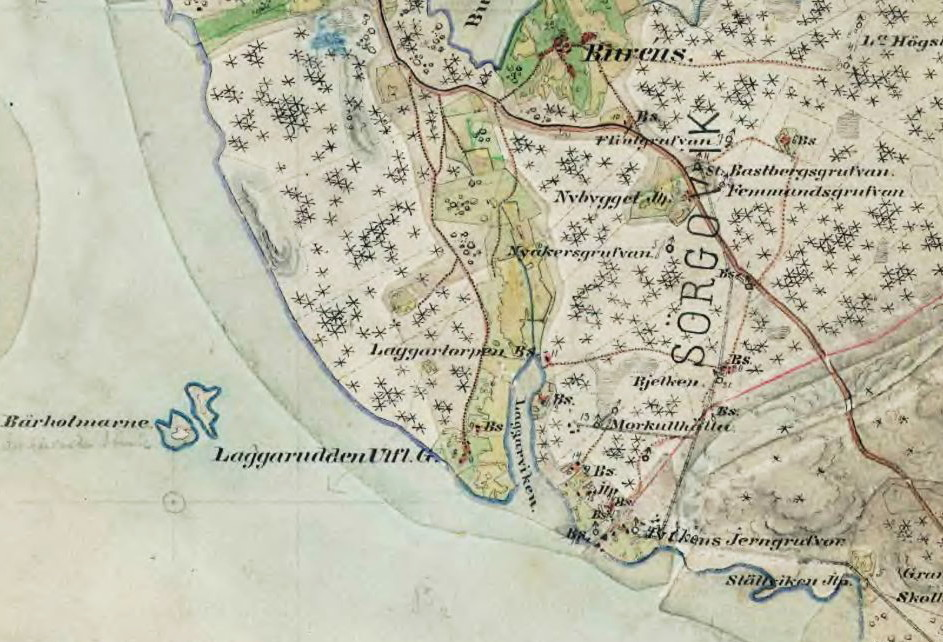
Laggarudden 1866
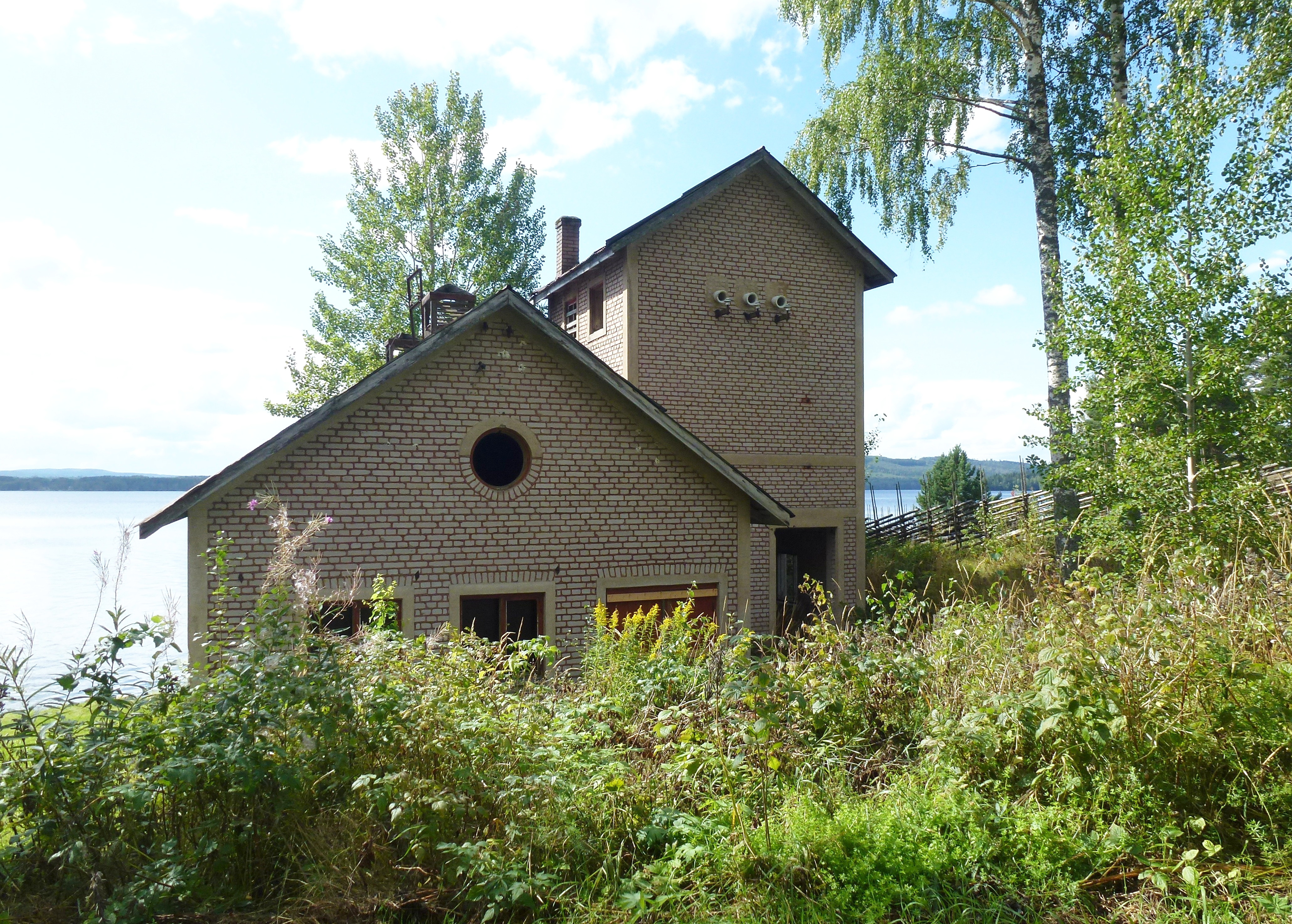
Ivikens pumpstation
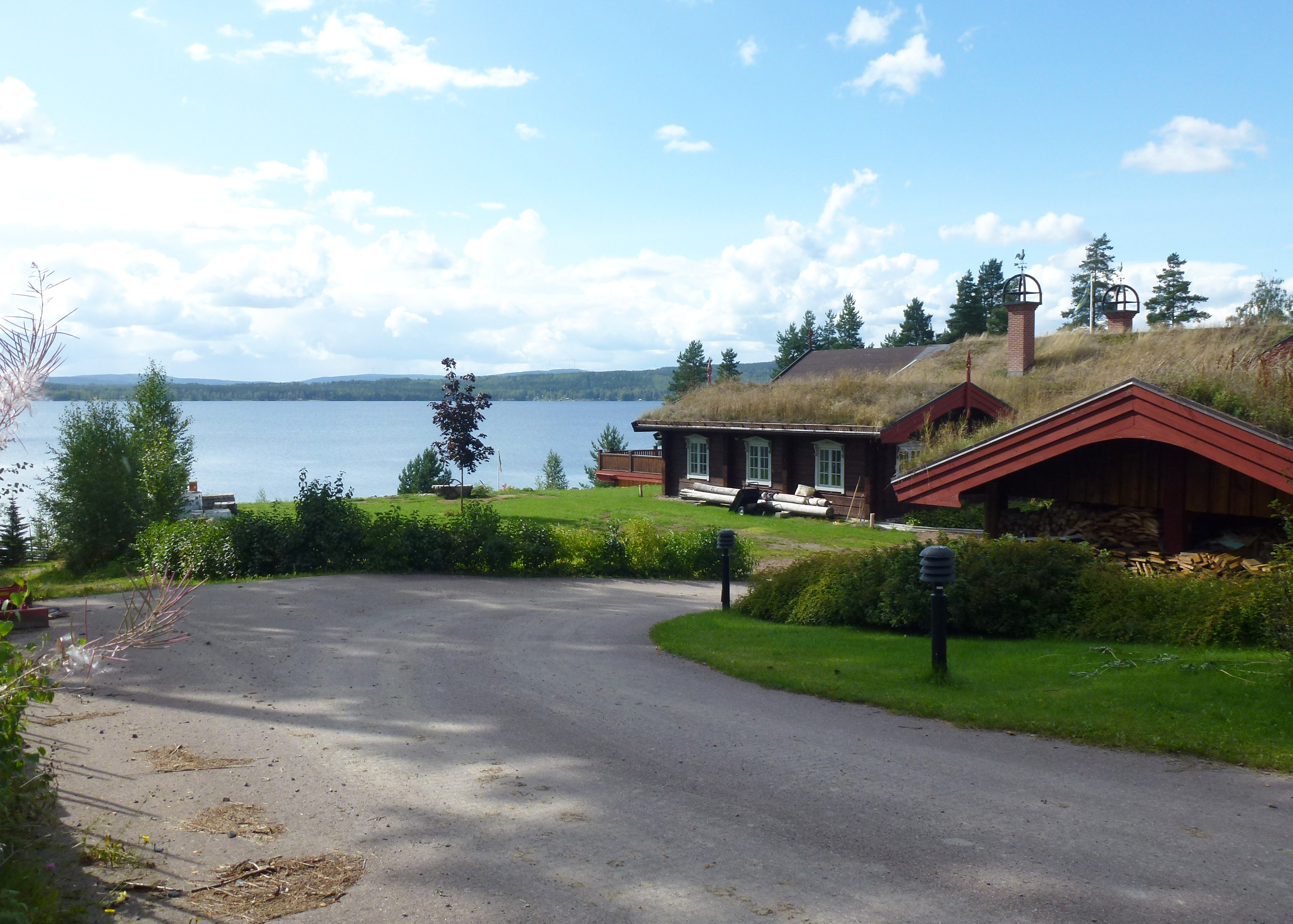
Modern villa vid Laggaruddsvägen